# La cordillera
La cordillera is een Argentijnse film uit 2017, geregisseerd door Santiago Mitre.

## Verhaal
Tijdens een top van Latijns-Amerikaanse presidenten in Chili, maakt Hernán Blanco, de president van Argentinië, zowel een politiek drama als familiedrama door. Door toedoen van zijn schoonzoon is hij betrokken bij een corruptiezaak. Op verzoek van haar vader woont Marina Blanco de top bij om bescherming te zoeken, tijd te kopen en op zoek te gaan naar een oplossing.

## Rolverdeling
| Acteur               | Personage                   |
| -------------------- | --------------------------- |
| Ricardo Darín        | Hernán Blanco               |
| Erica Rivas          | Luisa Cordero               |
| Dolores Fonzi        | Marina Blanco               |
| Paulina García       | Presidenta Paula Scherson   |
| Daniel Giménez Cacho | Presidente Sebastián Sastre |
| Elena Anaya          | Claudia Klein               |
| Alfredo Castro       | Desiderio García            |
| Gerardo Romano       | Ministro Castex             |
| Christian Slater     | Dereck McKinley             |

## Ontvangst

### Recensies
Op Rotten Tomatoes geeft 61% van de 18 recensenten de film een positieve recensie, met een gemiddelde score van 6,91/10.

### Prijzen en nominaties
De film won 2 prijzen en werd voor 25 andere genomineerd. Een selectie:
| Jaar | Evenement                      | Categorie                | Genomineerde                                  | Resultaat   |
| ---- | ------------------------------ | ------------------------ | --------------------------------------------- | ----------- |
| 2017 | Cannes (70ste editie)          | Prix Un certain regard   | La Cordillera                                 | Genomineerd |
| 2018 | Premio Goya (32ste editie)     | Beste filmmuziek         | Alberto Iglesias                              | Genomineerd |
| 2018 | Cóndor de Plata (66ste editie) | Beste mannelijke bijrol  | Gerardo Romano                                | Genomineerd |
| 2018 | Cóndor de Plata (66ste editie) | Beste vrouwelijke bijrol | Érica Rivas                                   | Gewonnen    |
| 2018 | Cóndor de Plata (66ste editie) | Beste make-up            | Marisa Amenta, Néstor Burgos, Angela Garacija | Genomineerd |
| 2018 | Premio Sur (12de editie)       | Beste film               | La Cordillera                                 | Genomineerd |
| 2018 | Premio Sur (12de editie)       | Beste regisseur          | Santiago Mitre                                | Genomineerd |
| 2018 | Premio Sur (12de editie)       | Beste acteur             | Ricardo Darín                                 | Genomineerd |
| 2018 | Premio Sur (12de editie)       | Beste actrice            | Dolores Fonzi                                 | Genomineerd |
| 2018 | Premio Sur (12de editie)       | Beste mannelijke bijrol  | Gerardo Romano                                | Genomineerd |
| 2018 | Premio Sur (12de editie)       | Beste montage            | Nicolás Goldbart                              | Genomineerd |
| 2018 | Premio Sur (12de editie)       | Beste artdirector        | Sebastián Orgambide, Micaela Saiegh           | Genomineerd |
| 2018 | Premio Sur (12de editie)       | Beste kostuums           | Sonia Grande                                  | Genomineerd |
| 2018 | Premio Sur (12de editie)       | Beste make-up            | Marisa Amenta, Angela Caracija, Néstor Burgos | Genomineerd |
| 2018 | Premio Sur (12de editie)       | Beste geluid             | Federico Esquerro, Santiago Fumagalli         | Genomineerd |
| 2018 | Premio Sur (12de editie)       | Beste filmmuziek         | Alberto Iglesias                              | Genomineerd |